# Juschmasch

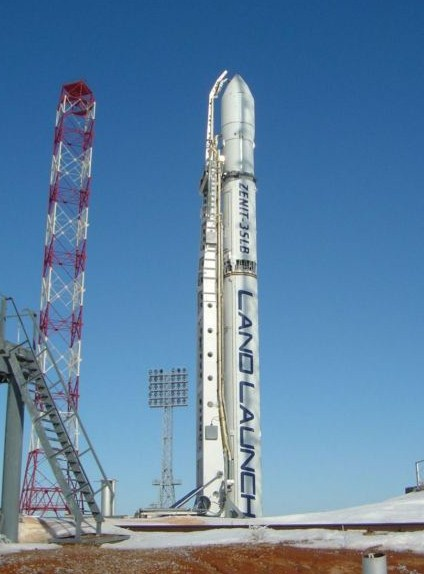
Eine Zenit-3-SLB-Trägerrakete (2010)

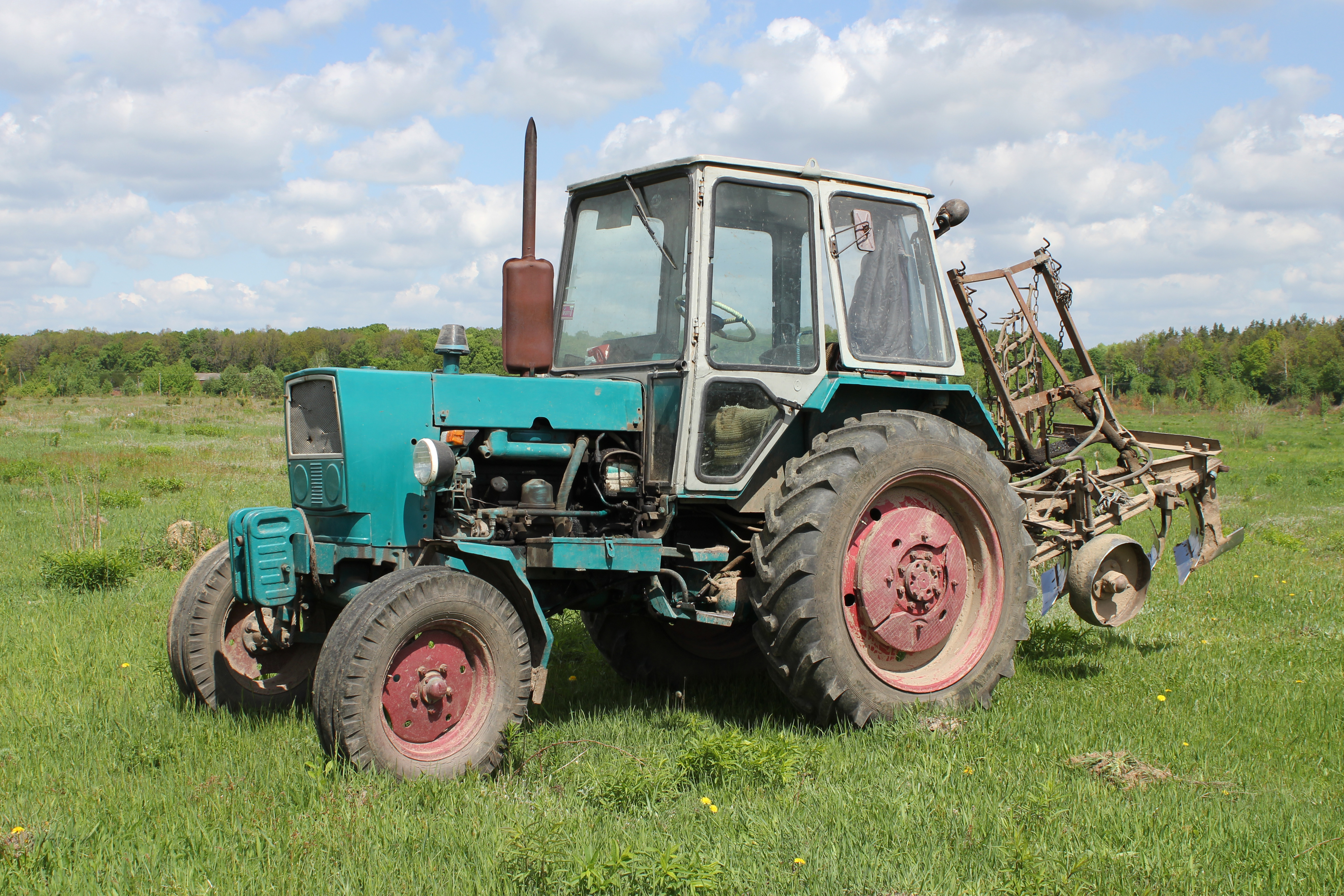
Das bei weitem am häufigste von Piwdenmasch gebaute Fahrzeug, ein JuMZ-6 (2011)

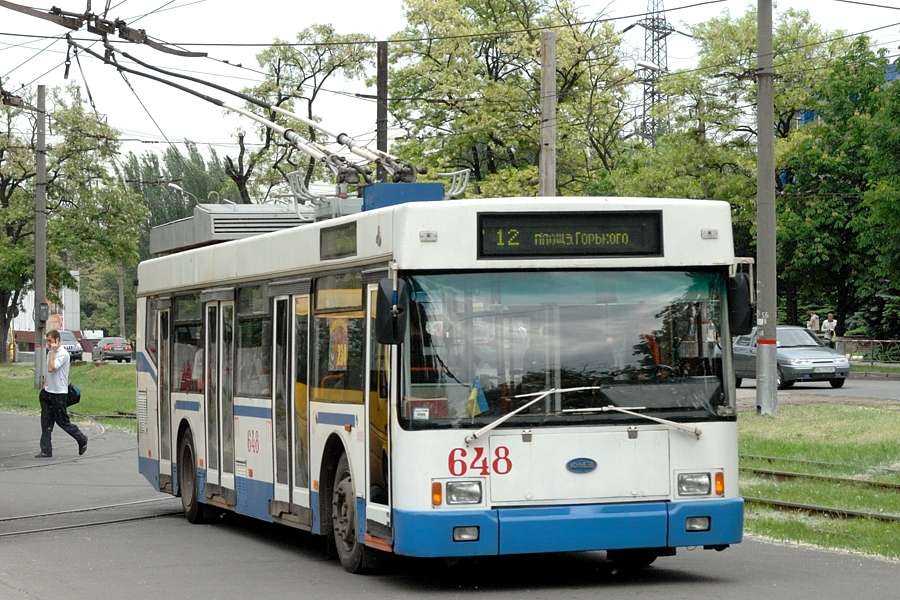
Bei Piwdenmasch in den 2000er-Jahren gebauter Oberleitungsbus JuMZ E-186 (2009)

Der unter dem Marke Piwdenmasch in der Ukraine und international als Juschmasch auftretende ukrainische Staatsbetrieb Виробниче Об'єднання Південний Машинобудівний Завод імені А. М. Макарова („Produktionsvereinigung südlicher Maschinenbauwerke benannt nach A. M. Makarow“, russisch Производственное Объединение Южный Машиностроительный Завод имени А. М. Макарова) ist ein 1944 in Dnipro gegründeter Hersteller von Landtechnik-Geräten, Omnibussen, Oberleitungsbussen, Straßenbahnwagen und Windkraftanlagen, aber auch Hersteller von Raketen, Satelliten und Raumfahrzeugen.
Bis 1951 hieß das eigentlich zur Fertigung von Automobilen geplante Werk offiziell Dnepropetrowski Awtomobilny Sawod, kurz DAZ (ukrainisch Дніпровський автомобільний завод, russisch Днепропетровский автомобильный завод, kurz in beiden Sprachen ДАЗ). Es hat jedoch nichts mit dem Dnepropetrowski Awtobusny Sawod zu tun, das heute das Kürzel DAZ führt und ein Tochterunternehmen des Lwowsky Awtobusny Sawods ist.

## Geschichte

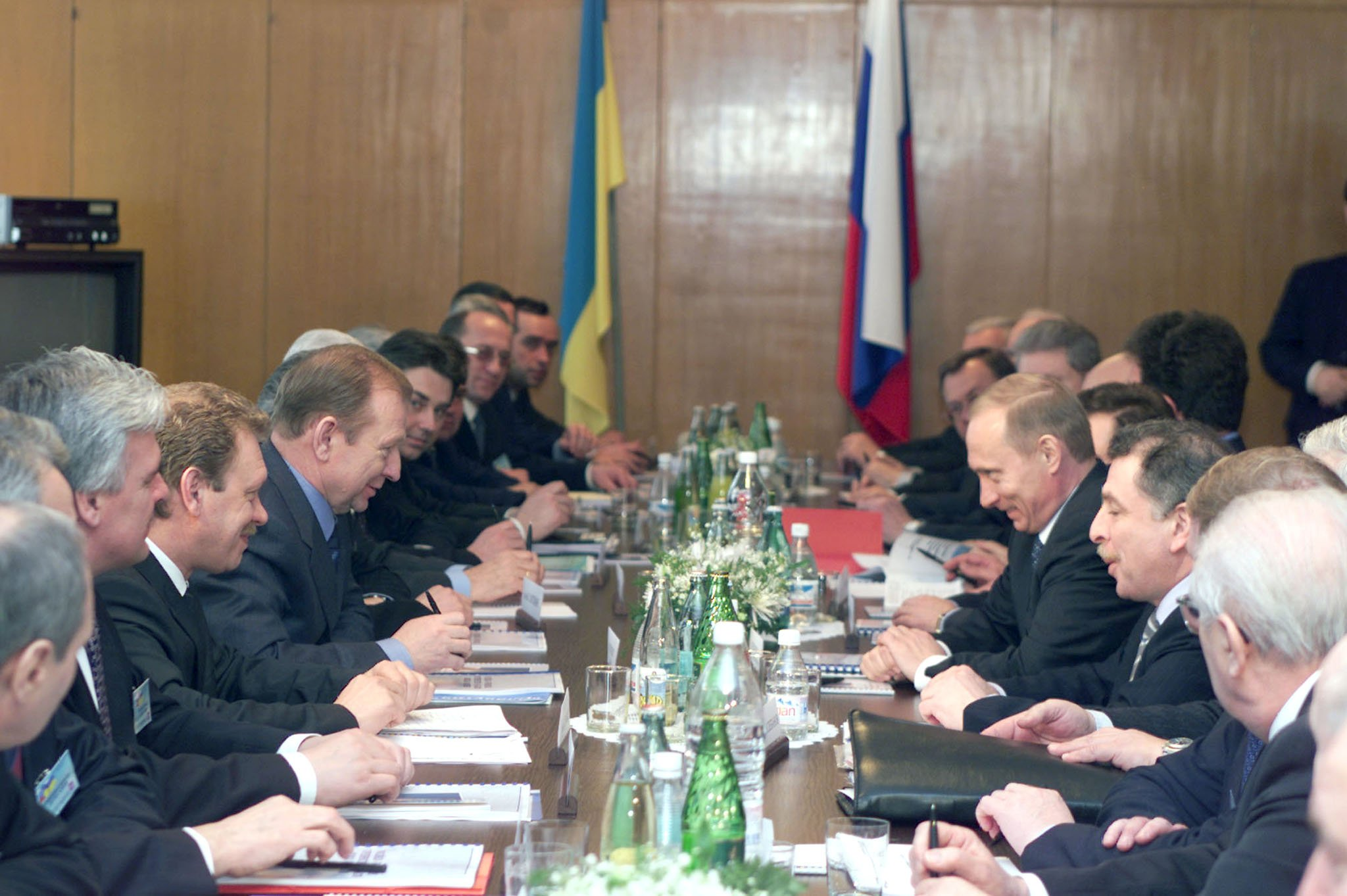
Wladimir Putin kommt bei seinem Staatsbesuch 2001 in der Ukraine unter anderem auch zu Juschmasch

Der Industriebetrieb wurde 1944 als Hersteller von Rüstungsgütern gegründet. Geplant war zudem, unter dem Namen Dnepropetrowski Awtomobilny Sawod eine umfangreiche Lastwagenproduktion einzurichten. Es wurden unterschiedliche Prototypen gebaut, die auf Fahrzeugen des Moskauer ZIS-Werks basierten. So sollte unter der Bezeichnung DAZ-485 das Amphibienfahrzeug ZIS-485 vom Band laufen, ebenso der leichte Lastwagen DAZ-150, der in wesentlichen Teilen dem ZIS-150 entsprach.
Tatsächlich entstanden zwischen 1948 und 1951 zunächst diverse Prototypen und später auch etwa 2000 Automobile. Die geplante Produktionskapazität von 300.000 Lastwagen pro Jahr wurde aber nie auch nur ansatzweise erreicht. 1951 wurde das Vorhaben abgebrochen und das Werk in Juschny Maschinostroitelny Sawod umbenannt. Gleichzeitig verschwand der Hersteller von der offiziellen Bildfläche, da von nun an wieder hochgeheime Militärtechnik gebaut wurde.
Das historisch auch als Werk 586 bezeichnete Unternehmen wurde 1954 in einen Herstellungsbetrieb (heute Juschmasch) und das Konstruktionsbüro Juschnoje (damals OKB-586) geteilt.
Im Dezember 1953 wurde neben der Waffenproduktion mit der Herstellung von Traktoren begonnen. Zunächst wurde bis 1958 der MTZ-2 gebaut, der zuerst im Minski Traktorny Sawod gefertigt wurde. Im Anschluss folgte der MTZ-5, dessen Produktion bis 1972 andauerte und von dem in beiden Werken über 640.000 Exemplare gebaut wurden. Ab 1970 bis Anfang der 2000er-Jahre fertigte Juschmasch seinen ersten eigenen Traktor, den JuMZ-6, der auch bei weitem das erfolgreichste Modell war. In etwas über 30 Jahren entstanden über 1,15 Millionen Exemplare. Das Fahrzeug ähnelt verschiedenen Traktormodellen aus Minsk, weist aber auch Unterschiede auf. Seit den 2000er-Jahren werden wieder neue Modelle entwickelt und gefertigt, wie z. B. die Modelle YuMZ-8244 und UMZ-10264Н.
Juschmasch produzierte unter anderem die erste Nuklearrakete der Sowjetunion, die R-5, aber auch die Interkontinentalraketen R-12, R-14, R-16, R-36, MR UR-100. Während der sowjetischen Zeit konnten jährlich etwa 120 Raketen hergestellt werden. In den späten 1980er Jahren wurde Juschmasch als Hauptproduzent der Topol-M ausgewählt.
Im Zuge der Perestroika sank die Nachfrage signifikant und Juschmasch wurde teilweise in eine zivile Maschinenfabrik umgewandelt, weshalb bis heute auch Verkehrsmittel, Windturbinen und andere zivile Maschinen hergestellt werden.
Juschmasch hat sich im Zeitraum 2012–2015 am Bau des Windparks Shivaska in der Region Cherson mit 16 Generatoren des Typs USW56-100 beteiligt.
Leonid Kutschma, langjähriger Direktor des Unternehmens, wurde anschließend Ministerpräsident und 1994 Präsident der Ukraine.

## Heutige Situation
Juschmasch war im Jahr 2003 mit 13.000 Mitarbeitern eines der größten Industrieunternehmen der Ukraine, aktuell werden ca. 4.800 Mitarbeiter beschäftigt. Im Jahr 2001 wurden Produkte im Wert von 335,6 Millionen Hrywnja verkauft. Des Weiteren gehört auch die Maschinenfabrik Pawlohrad zum Unternehmen. Aktueller Direktor ist Serhij Mykolajowytsch Wojt. Das Unternehmen ist zusammen mit dem KB Juschnoje mit 15 Prozent an Sea Launch beteiligt.
Heute werden hier unter anderem Zenit-Trägerraketen und die Dnepr-Raketen gefertigt. Der überwiegende Teil der Produktion wurde bis zum Krieg gegen die Ukraine nach Russland geliefert. Bereits während des Krieges in der Ukraine seit 2014 musste das Unternehmen aufgrund fehlender russischer Aufträge die Produktion reduzieren und Kurzarbeit einführen. Zwar waren zivile Projekte formell nicht von einem Bann betroffen, wegen der Unsicherheit kam die Zusammenarbeit dennoch zum Erliegen. Im Jahr 2017 war die Herstellerfirma so weit, alle zuvor aus Russland stammenden Komponenten selber herstellen zu können. Des Weiteren werden die von Juschmasch produzierten Komponenten in europäischen und US-amerikanischen Trägerraketen verbaut. Die von der ESA eingesetzte Vega-Trägerrakete verwendet das Flüssigkeitsraketentriebwerk RD-843. Für die Antares-Trägerrakete wird in Zusammenarbeit mit KB-Juschnoje die erste Stufe gefertigt. Nach dem letzten erfolgreichen Einsatz der Trägerrakete Antares 230+ am 2. August 2023 mit Cygnus NG-19 als Nutzlast werden Komponenten des Nachfolgers Antares 330 ab 2025 nicht mehr von Juschmasch, sondern vom US-Unternehmen Firefly Aerospace produziert.
Nach Angaben des grünen Politikers Hans-Josef Fell befindet sich Juschmasch im Besitz von Zugriffscodes zu 85 % der russischen Atomabwehrwaffen. Am 29. August 2014 stellte das Unternehmen der russischen Regierung ein auf fünf Tage befristetes Ultimatum, ihre anlässlich des Konfliktes in der Ostukraine ins Land gebrachten Waffen und Soldaten wieder abzuziehen. Werde dies nicht befolgt, wolle man die Informationen an die NATO und die USA übergeben.
Das International Institute for Strategic Studies (IISS) vermutet, dass die nordkoreanischen Raketen vom Typ Hwasong-12 und Hwasong-14 mit Antrieben von Juschmasch versehen sind, was das Unternehmen dementierte.
Am 21. November 2024 wurde im Rahmen des Ukrainekrieges erstmals die russische Mittelstreckenrakete Oreschnik gegen eine Anlage von Juschmasch in Dnipro eingesetzt.